# Anna Hoffmann (Sängerin)
Anna Hoffmann, auch Anna Hofmann anhörenⓘ(22. November 1864 in Bodenbach, Böhmen – nach 1930) war eine Opernsängerin (Alt).

## Leben
Hoffmann absolvierte ihre Gesangsausbildung an der Gesangsschule Pivoda in Prag. Ihr Bühnendebüt hatte sie 1884 am Stadttheater Troppau. Von 1885 bis 1896 sang sie am Deutschen Theater Prag, wo sie von dem damaligen Direktor Angelo Neumann hauptsächlich als Wagnersängerin eingesetzt wurde. 1896, nach anderen Quellen 1898, ging sie ans Hoftheater  Weimar und 1900 ans Hoftheater Hannover. Von 1903 bis 1906 war sie als Altistin am Opernhaus Köln engagiert. Weitere Engagements folgten dann noch am Stadttheater Essen (1905–1907) und am Stadttheater Mainz (1907–1914), wo sie 1914 auch ihre Bühnenlaufbahn beendete. 
Sie gab Gastspiele an der Berliner Hofoper (1897), am Opernhaus Leipzig (1900), am Stadttheater Hamburg (1903), am Hoftheater Mannheim (1904) und am Hoftheater Wiesbaden (1909). 1910 trat sie mit großem Erfolg an der Covent Garden Opera in London auf. Nach Beendigung ihrer Sängerlaufbahn wirkte sie als Gesangslehrerin in Wiesbaden, in den 1930er Jahren dann in Kolín.
Sie war eine gute Altistin, die durch ihre wirkungsvolle Stimme und ihr rassiges Spiel kräftiger Erfolge erzielte. Diese musikalische Sängerin überzeugte als „Azucena“, „Brunhilde“, „Ortrud“, „Amneris“, „Fides“ etc. Weitere Partien waren „Mary“ in Der Fliegende Holländer, die Alt-Partien „Fricka“, „Erda“, „Waltraute“ und „Floßhilde“ in Der Ring des Nibelungen, „Brangäne“ in Tristan und Isolde, „Klytämnestra“ in Elektra und die Knusperhexe in Hänsel und Gretel.
Hoffmann trat auch als Konzert- und Oratoriensängerin hervor. 1894 wirkte sie in Prag in der Uraufführung des Requiems von Emil Nikolaus von Reznicek mit.